# Ironman Hawaï 1979
De Ironman Hawaï 1979 is een triatlon die op woensdag 14 februari 1979 werd gehouden. Het was de tweede editie van de Ironman Hawaï. Deze wedstrijd deed dienst voor het wereldkampioenschap triatlon voor de Ironman Afstand (3,86 km zwemmen - 180,2 km fietsen - 42,195 km hardlopen). De start vond plaats op het strand van Waikiki. Pas bij de Ironman Hawaï 1982 (vierde) verschoof het evenement naar het eiland Hawaï in Kailua-Kona.
De Amerikaanse Lyn Lemaire was de enige vrouw die deelnam aan de wedstrijd. Met een tijd van 12:55.38 kwam ze over de finish. Eerder won ze verschillende malen het Amerikaans kampioenschap tijdrijden. De nummer elf in deze wedstrijd was een 14-jarige jongen. Hij zal voor altijd de jongste Ironman blijven aller tijden, omdat dra hierna een minimumleeftijd van 18 jaar werd ingevoerd.

## Uitslagen

### Mannen
| rang   | naam            | land | totaaltijd | zwemmen | fietsen  | lopen    |
| ------ | --------------- | ---- | ---------- | ------- | -------- | -------- |
| Goud   | Tom Warren      | USA  | 11:15.56   | 1:06.15 | 6:19.00  | 3:51.00  |
| Zilver | John Dunbar     | USA  | 12:03.56   | 1:09.55 | 6:51.00  | 4:03.00  |
| Brons  | Ian Emberson    | USA  | 12:23.30   | 1:02.35 | 6:53.00  | 4:28.00  |
| 4      | Gordon Haller   | USA  | 12:31.53   | 1:51.59 | 6:57.00  | 3:43.00  |
| 5      | Ron Seiple      | USA  | 13:43.00   | 1:58.47 | 6:47.00  | 4:57.00  |
| 6      | Henry Forest    | USA  | 14:55.08   | 2:09.49 | 8:12.00  | 4:33.00  |
| 7      | Ken Shirk       | USA  | 16:41.42   | 2:27.35 | 8:53.00  | 5:20.00  |
| 8      | Jim Weil        | USA  | 21:45.00   | 2:20.05 | Onbekend | Onbekend |
| 9      | Buck Swannick   | USA  | 21:45.00   | 2:17.00 | Onbekend | Onbekend |
| 10     | Jay Cassell     | USA  | 21:45.00   | 2:52.00 | Onbekend | Onbekend |
| 11     | Michael Collins | USA  | 24:25.58   | 1:11.40 | 14:32.00 | 8:42.00  |

### Vrouwen
| rang | naam        | land | totaaltijd | zwemmen | fietsen | lopen   |
| ---- | ----------- | ---- | ---------- | ------- | ------- | ------- |
| Goud | Lyn Lemaire | USA  | 12:55.38   | 1:16.20 | 6:30.00 | 5:10.00 |

1978 · 
1979 · 
1980 · 
1981 · 
1982 (feb.) · 
1982 (okt.) · 
1983 · 
1984 · 
1985 · 
1986 · 
1987 · 
1988 · 
1989 · 
1990 · 
1991 · 
1992 · 
1993 · 
1994 · 
1995 · 
1996 · 
1997 · 
1998 · 
1999 · 
2000 · 
2001 · 
2002 · 
2003 · 
2004 · 
2005 · 
2006 · 
2007 · 
2008 · 
2009 · 
2010 · 
2011 · 
2012 · 
2013 · 
2014 · 
2015 · 
2016 · 
2017 · 
2018 · 
2019